# 9087 Neff
9087 Neff (1995 SN3) là một tiểu hành tinh vành đai chính được phát hiện ngày 29 tháng 9 năm 1995 bởi J. Ticha, M. Tichy và Z. Moravec ở Đài thiên văn Kleť.